# Bítov (tvrz)
Bítovská tvrz nazývaná také Bítovský hrádek či Tvrz Bítov se nachází přibližně 700 m severo-severovýchodně od centra obce Bítov v okrese Nový Jičín v Moravskoslezském kraji. Tvrz zřejmě založil místní zemanský rod Bítovští z Bítova. Tvrz byla známá jen z písemných pramenů a k jejímu nalezení přispěli bítovští občané. V místě tvrze a jejího okolí se nalezly nepatrné zbytky zdí, střepy středověké keramiky, hřeby, šipky do kuší, tuleje a přezky. Tvrz zřejmě existovala od 14. století do konce 15. století. V roce 2017, na počet 640. výročí první zmínky o obci, byl na místě tvrze vztyčen dřevěný sloup s rodovým erbem Bítovských a informační tabule. Tvrz je přístupná od Bítova po poli nebo lesními stezkami od říčky Sezina. Na místě se také nachází pozůstatky archeologických sond a také dutina zakrytá mříží.

## Galerie

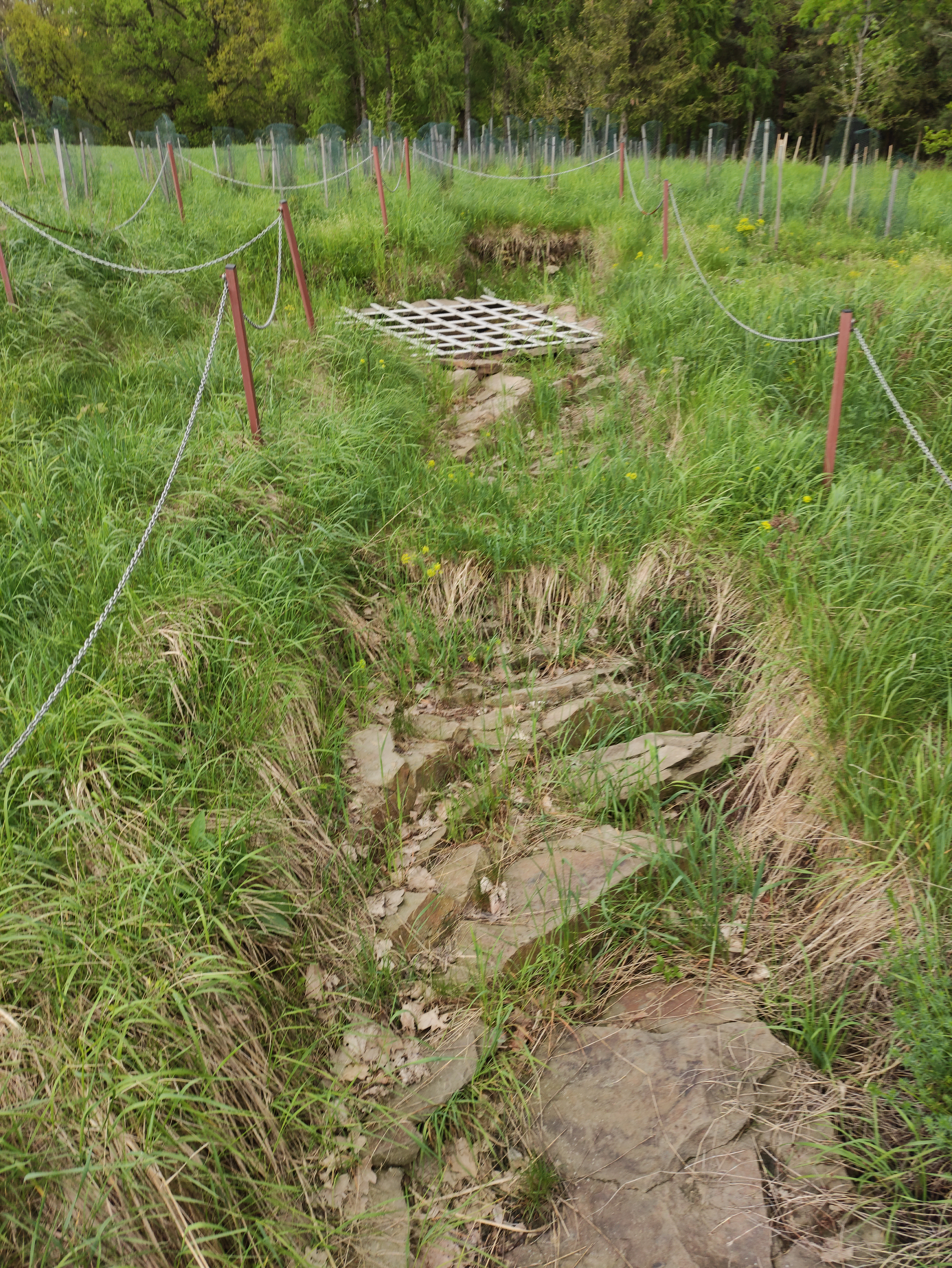
Bítovská tvrz - odkryté základy zdi a dutina zakrytá mříží
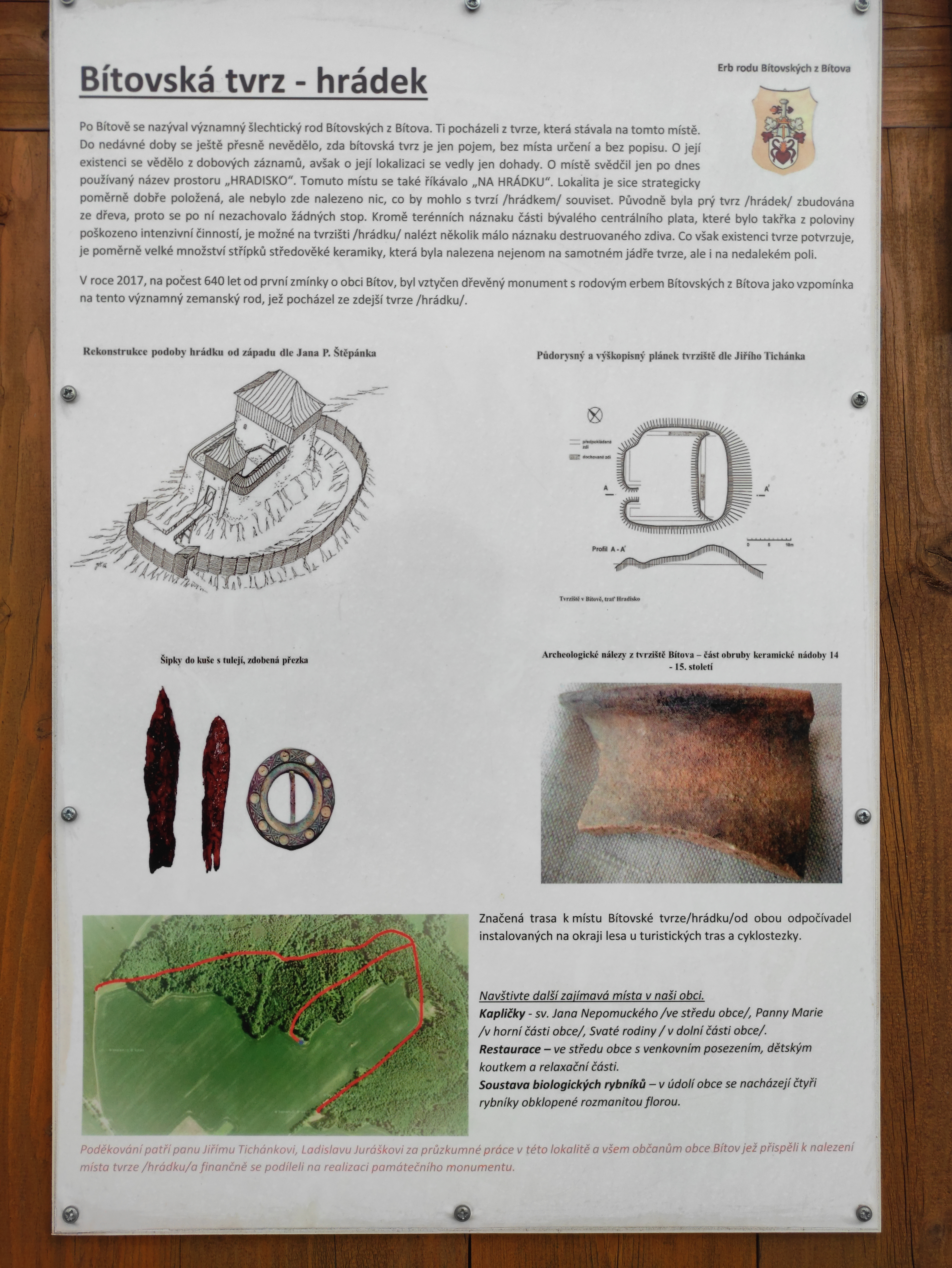
Bítovská tvrz - informační tabule na místě